# 168234 Hsi Ching
168234 Hsi Ching este o planetă minoră (asteroid), cu un diametru de 1,508 km, din centura de asteroizi. A fost descoperită pe 25 mai 2006 la Lulin Observatory⁠(d) de Ye Quanzhi⁠(d). 
Obiectul prezintă o orbită caracterizată de o semiaxă mare de 2,5986150585991 UAi, o excentricitate de 0,17132678749873, o înclinație de 8,0717643924637 ° în raport cu ecliptica.